# Gazalina venosata
Gazalina venosata är en fjärilsart som beskrevs av Walker 1865. Gazalina venosata ingår i släktet Gazalina och familjen tandspinnare. Inga underarter finns listade i Catalogue of Life.